# Laongo-Yanga
Ne doit pas être confondu avec Laongo-Taoré.
Laongo-Yanga est une commune rurale située dans le département de Ziniaré de la province de l'Oubritenga dans la région Plateau-Central au Burkina Faso. Le village est célèbre pour son musée de sculptures en plein-air.

## Géographie
Laongo-Yanga se trouve à 6 km au sud de Ziniaré, le chef-lieu du département, et à 30 km au nord-est de Ouagadougou. La commune est traversée par la route départementale 40 reliant la route nationale 3 à 6 km au nord à la route nationale 4 à 2 km au sud.

## Économie
L'économie de Laongo repose en partie sur l'attrait du musée de sculptures en plein-air (Symposium de sculpture sur granit de Laongo), créé en 1988, regroupant plus de 475 œuvres (visages et figures anthropomorphes) réalisées par l'artiste burkinabé Ky Siriki dans les rochers de granit affleurant localement à même le sol sur un site de dix hectares autour du village.
À la fin des années 1990, l'artiste et dramaturge allemand Christoph Schlingensief et l'architecte burkinabè Diébédo Francis Kéré construisent le projet du Village Opéra de Laongo, situé 2 km au nord de Laongo, regroupant des logements et des infrastructures artistiques et d'éducation aux arts. Le quartet de jazz formé par les musiciens Aldo Romano, Louis Sclavis, Henri Texier et le photographe Guy Le Querrec s'y arrête fin mars 1993 lors de leur passage au Burkina Faso pour jouer et composer un titre de leur célèbre album Carnet de routes paru en 1994.

## Santé et éducation
Laongo-Yanga accueille un centre de santé et de promotion sociale (CSPS) tandis que le centre médical avec antenne chirurgicale (CMA) de la province se trouve à Ziniaré.